# NGC 6828
NGC 6828 — группа звёзд в созвездии Орёл.
Этот объект входит в число перечисленных в оригинальной редакции «Нового общего каталога».